# Heino Tuinier
Heino Tuinier (Slochteren, 19 september 1896 - Delfzijl, 21 december 1976), ambtenaar en burgemeester.

## Biografie
Tuinier was een zoon van de commies ter secretarie Wilko Tuinier en Geessien Koning. Hij was gehuwd met Metje ter Laan, dochter van de hotelhouder Pieter ter Laan en Albertje Steenhuis uit Slochteren.
Tuinier was vóór en tijdens de eerste jaren van de Tweede Wereldoorlog als ambtenaar ter secretarie werkzaam in Roden. Hij was sympathiserend lid van de NSB. Op 13 april 1943 werd hij door de Commissaris-Generaal voor Bestuur en Justitie benoemd tot burgemeester van de gemeente Oude Pekela. Op 1 september van dat jaar vond zijn installatie plaats tot burgemeester van deze plaats. Hij heeft dit ambt vervuld tot aan de bevrijding in 1945.
Op 11 april 1947 moest hij zich op het tribunaal in Winschoten verantwoorden. Tuinier werd vervallen verklaard van het recht om een openbare functie te vervullen, welk vonnis enige tijd later werd aangepast in die zin dat zij alleen gold voor de functies van burgemeester en gemeentesecretaris.